# Łukasz Łakomy
Łukasz Łakomy, né le 18 janvier 2001 à Puławy en Pologne, est un footballeur polonais qui évolue au poste de milieu défensif au Young Boys de Berne.

## Biographie

### Carrière en club
Né à Puławy en Pologne, Łukasz Łakomy est formé par le Legia Varsovie mais il ne fait aucune apparition en équipe première et rejoint en janvier 2021 le Zagłębie Lubin. Il fait ses débuts en professionnel avec ce club, lors d'une rencontre de championnat face au Wisła Płock. Il entre en jeu à la place de Filip Starzyński et son équipe s'incline par deux buts à zéro.
C'est également contre le Wisła Płock que Łakomy inscrit son premier but en professionnel, le 18 février 2022, en championnat. Il délivre également une passe décisive pour Martin Doležal ce jour-là, et son équipe l'emporte par trois buts à un,.
Auteur d'un bon début de saison 2022-2023, Łakomy est récompensé par un nouveau contrat le 2 septembre 2022, le liant désormais au Zagłębie Lubin jusqu'en juin 2024.
En juin 2023, Łukasz Łakomy quitte Zaglebie Lubin pour rejoindre la Super League au Young Boys. Il s'engage pour un contrat de cinq ans avec le champion de Suisse.
Łakomy inscrit son premier but pour les Young Boys le 3 septembre 2023, lors d'une rencontre de championnat face au Servette FC. Titulaire il donne la victoire à son équipe en marquant le seul but de la partie après seulement deux minutes de jeu,.
Avec les Young Boys, Łakomy découvre la coupe d'Europe en faisant ses débuts en Ligue des champions le 29 août 2023, lors d'un match qualificatif pour la phase de groupe de l'édition 2023-2024 de la compétition face au Maccabi Haïfa. Il entre en jeu à la place de Fabian Rieder et son équipe s'impose par trois buts à zéro.

### En sélection
Łukasz Łakomy représente l'équipe de Pologne des moins de 20 ans. Il compte deux sélections avec cette équipe, toutes deux obtenues en 2022.
Le 2 juin 2022, Łukasz Łakomy joue son premier match avec l'équipe de Pologne espoirs face Saint-Marin. Il est titularisé et son équipe s'impose (0-5 score final),.

## Palmarès
BSC Young Boys (1)
- Champion de Super League en 2024